# Teesside Football League
Teesside Football League là một giải bóng đá nằm ở phía Bắc Anh, gồm một hạng đấu và năm ở Cấp độ 11 và 12 trong Hệ thống các giải bóng đá ở Anh. Teesside League góp đội cho hạng đấu Bậc 6 Northern League Division Two.

## Các câu lạc bộ mùa giải 2015–16
- Beechwood, Easterside & District Social
- Billingham
- Boro Rangers
- Fishburn Park
- Grangetown Boys
- Lingdale
- Nunthorpe Athletic
- Redcar Newmarket
- Redcar Town
- St. Mary's College
- Staithes Athletic
- Stockton West End
- Thirsk Falcons
- Thornaby Dubliners
- Whinney Banks Youth & Community Centre
- Yarm

## Các đội vô địch giải đấu
| - 1891–92 – Middlesbrough Swifts - 1892–93 – South Bank - 1893–94 – Darlington St. Hilda's - 1894–95 – Middlesbrough Dự bị - 1895–96 – Darlington Dự bị - 1896–97 – Thornaby - 1897–98 – Thornaby - 1898–99 – Haverton Hill - 1899–1900 – Haverton Hill - 1900–01 – Haverton Hill - 1901–02 – Darlington St. Hilda's - 1902–03 – Thornaby St. Patrick's - 1903–04 – Thornaby St. Patrick's - 1904–05 – South Bank St. Peter's - 1905–06 – Riley Bros (Stockton) - 1906–07 – Thornaby St. Patrick's - 1907–08 – West Hartlepool Expansion - 1908–09 – Skinningrove United - 1909–10 – Eston United - 1910–11 – Thornaby St. Patrick's - 1911–12 – Ashmore, Benson & Pease - 1912–13 – Cleveland Chemical Works - 1914–18 – Not competed for due to World War I - 1919–20 – Haverton Hill - 1920–21 – Blair & Co. - 1921–22 – Stillington St. John's - 1922–23 – West Hartlepool Temp - 1923–24 – Stockton Malleable Institute - 1924–25 – Normanby Magnesite - 1925–26 – Stockton Malleable Institute - 1926–27 – West Hartlepool Peser - 1927–28 – Normanby Magnesite - 1928–29 – West Hartlepool Peser - 1929–30 – West Hartlepool Peser - 1930–31 – South Bank East End - 1931–32 – Normanby Magnesite - 1932–33 – South Bank St. Peter's - 1933–34 – Grangetown St. Mary's - 1934–35 – Lingdale - 1935–36 – Carlin How - 1936–37 – South Bank East End - 1937–38 – South Bank East End - 1938–39 – Cargo Fleet Athletic - 1939–40 – South Bank Athletic - 1941–46 – Not competed for due to World War II - 1946–47 – Port Clarence Sports & Social Club - 1947–48 – Port Clarence Sports & Social Club - 1948–49 – Head Wrightson - 1949–50 – Portrack Shamrocks - 1950–51 – Ashmore Recreation - 1951–52 – Billingham Synthonia Dự bị - 1952–53 – Head Wrightson - 1953–54 – Stockton Amateurs - 1954–55 – ICI Wilton - 1955–56 – Portrack Shamrocks - 1956–57 – Redcar Albion | - 1957–58 – Redcar Albion - 1958–59 – Redcar Albion - 1959–60 – Cleveland Mines - 1960–61 – Cleveland Mines - 1961–62 – Billingham Synthonia Dự bị - 1962–63 – Billingham Synthonia Dự bị - 1963–64 – Billingham Synthonia Dự bị - 1964–65 – Acklam Steelworks - 1965–66 – Acklam Steelworks - 1966–67 – Head Wrightson - 1967–68 – Head Wrightson - 1968–69 – Head Wrightson - 1969–70 – Whinney Banks - 1970–71 – Winterton Hospital - 1971–72 – Whinney Banks - 1972–73 – Teesside Polytechic - 1973–74 – Cassel Works - 1974–75 – Hartlepool Boys Welfare Old Boys - 1975–76 – Acklam Steelworks - 1976–77 – Billingham Social Club - 1977–78 – Smith's Dock - 1978–79 – Billingham Social Club - 1979–80 – Smith's Dock - 1980–81 – Marske United - 1981–82 – Hartlepool Athletic - 1982–83 – Hartlepool Athletic - 1983–84 – Marske United - 1984–85 – Hartlepool Boys Welfare Old Boys - 1985–86 – Stockton Town - 1986–87 – New Marske Sports Club - 1988–89 – Hemlngton Sports Club - 1989–90 – Nunthorpe Athletic - 1990–91 – ICI Wilton - 1991–92 – Billingham Cassel Mall - 1992–93 – Rowntrees - 1993–94 – Rowntrees - 1994–95 – Tees Components - 1995–96 – Acklam Steelworks - 1996–97 – Acklam Steelworks - 1997–98 – Acklam Steelworks - 1998–99 – Grangetown Boys Club - 1999–2000 – Grangetown Boys Club - 2000–01 – Acklam Steelworks - 2001–02 – Grangetown Boys Club - 2002–03 – Grangetown Boys Club - 2003–04 – Hartlepool - 2004–05 – Carlin How Working Mens Club - 2005–06 – Carlin How Working Mens Club - 2006–07 – Carlin How Working Mens Club - 2007–08 – Beechwood, Easterside & District Social - 2008–09 – Beechwood, Easterside & District Social - 2009–10 – Beechwood, Easterside & District Social - 2010–11 – Grangetown Boys Club - 2011–12 – Richmond Town - 2012–13 – Endeavour - 2013–14 – Whinney Banks Youth & Community Centre - 2014–15 – Whinney Banks Youth & Community Centre |

### Các đội vô địch Division Two
| - 2002–03 – SMG Redstripes - 2003–04 – Dormans - 2004–05 – Hartlepool Chester Hotel - 2005–06 – Mackinlay Park - 2006–07 – Guisborough Quoit - 2007–08 – Bedale | - 2008–09 – Scarborough Town - 2009–10 – Coulby Newham - 2010–11 – Whinney Banks Youth & Community Centre - 2011–12 – Darlington Rugby Club - 2012–13 – Lingdale - 2013–14 – Thirsk Falcons - 2014–15 – Redcar Town |